# Куанса, Джарелл
Джарелл Аморин Куанса (англ. Jarell Amorin Quansah; родился 29 января 2003 года в Уоррингтоне, Англия) — английский футболист, центральный защитник немецкого клуба «Байер 04».

## Клубная карьера
Куанса родился в Уоррингтоне и начал заниматься футболом в местной команде «Уоррингтон Таун». В 2010 году попал в академию «Ливерпуля», с которым подписал профессиональный контракт 4 февраля 2021 года.
В сезоне 2020/21 Куанса был капитаном молодёжной команды «Ливерпуля». В том сезоне команда дошла до финала молодёжного кубка Англии.
2 июля 2025 года перешёл в «Байер 04», подписав контракт с немецким клубом на 5 лет. Сумма трансфера составила 30 млн фунтов, ещё 5 млн фунтов предусмотрены в виде бонусов.

## Карьера в сборной
Джарелл выступал за все молодёжные сборные Англии возрастом от 16 до 20 лет.
В 2022 году Куанса выиграл юношеский чемпионат Европы по футболу вместе с сборной Англии до 19 лет.
21 мая 2024 года был включён в предварительный состав главной сборной Англии, составленный Гаретом Саутгейтом из 33 игроков, которые могут принять участие на Евро-2024.

## Достижения
«Ливерпуль»
- Чемпион Англии: 2024/25
- Обладатель Кубка Английской футбольной лиги: 2023/24

Сборная Англии (до 19 лет)
- Победитель чемпионата Европы (до 19 лет): 2022